# 千代町 (大分市)
千代町（ちよまち）は、大分県大分市の地名。現行行政地名は千代町一丁目から千代町四丁目。住居表示実施済区域。

## 地理
大分市中心部に位置する。北から西にかけて住吉川を挟んで住吉町、勢家町に、東で大分県道511号大分港線を挟んで中島西に、南で都町に隣接する。東から西に1-4丁目に分かれる。町域内には、学校法人平松学園が運営する各種の学校が集中している。

## 歴史
1963年（昭和38年）に従前の大字大分(通称で船頭町・堀川町の各一部)から成立。

## 世帯数と人口
2022年（令和4年）3月31日現在（大分市発表）の世帯数と人口は以下の通りである。
| 丁目         | 世帯数  | 人口  |
| ------------ | ------- | ----- |
| 千代町一丁目 | 201世帯 | 370人 |
| 千代町二丁目 | 50世帯  | 77人  |
| 千代町三丁目 | 119世帯 | 163人 |
| 千代町四丁目 | 128世帯 | 225人 |
| 計           | 498世帯 | 835人 |

### 人口の変遷
国勢調査による人口の推移。
| 1995年（平成7年）  | 664人 | [ 5 ]  |  |
| 2000年（平成12年） | 629人 | [ 6 ]  |  |
| 2005年（平成17年） | 870人 | [ 7 ]  |  |
| 2010年（平成22年） | 966人 | [ 8 ]  |  |
| 2015年（平成27年） | 955人 | [ 9 ]  |  |
| 2020年（令和2年）  | 865人 | [ 10 ] |  |

### 世帯数の変遷
国勢調査による世帯数の推移。
| 1995年（平成7年）  | 370世帯 | [ 5 ]  |  |
| 2000年（平成12年） | 375世帯 | [ 6 ]  |  |
| 2005年（平成17年） | 455世帯 | [ 7 ]  |  |
| 2010年（平成22年） | 528世帯 | [ 8 ]  |  |
| 2015年（平成27年） | 529世帯 | [ 9 ]  |  |
| 2020年（令和2年）  | 483世帯 | [ 10 ] |  |

## 学区
市立小・中学校に通う場合、学区は以下の通りとなる（2022年4月時点）。
| 丁目         | 番・番地等 | 義務教育学校     |
| ------------ | ---------- | ---------------- |
| 千代町一丁目 | 全域       | 大分市立碩田学園 |
| 千代町二丁目 | 全域       | 大分市立碩田学園 |
| 千代町三丁目 | 全域       | 大分市立碩田学園 |
| 千代町四丁目 | 全域       | 大分市立碩田学園 |

## 事業所
2016年（平成28年）現在の経済センサス調査による事業所数と従業員数は以下の通りである。
| 丁目         | 事業所数 | 従業員数 |
| ------------ | -------- | -------- |
| 千代町一丁目 | 19事業所 | 108人    |
| 千代町二丁目 | 23事業所 | 243人    |
| 千代町三丁目 | 25事業所 | 977人    |
| 千代町四丁目 | 16事業所 | 122人    |
| 計           | 83事業所 | 1,450人  |

## 交通

### 道路
- 大分県道511号大分港線

## 施設
- 大分赤十字病院
- 大分短期大学
- 大分東明高等学校・向陽中学校
- 大分臨床検査技師専門学校
- 大分臨床工学技士専門学校
- 大分リハビリテーション専門学校
- 大分医学技術専門学校
- 大分歯科専門学校
- 大分スクールオブビジネス
- 千代町幼稚園

## その他

### 日本郵便
- 郵便番号 : 870-0033[2]（集配局 : 大分中央郵便局[13]）。